# Dumitru Ghiață
Dumitru Ghiață (* 22. September 1888 in Colibași, Kreis Mehedinți; † 3. Juli 1972 in Bukarest) war ein rumänischer Künstler.

## Biographie
Zu Beginn des 20. Jahrhunderts war die Malerei für Ghiață eher ein Hobby als eine wirkliche Option, um sich ernähren zu können. Er sympathisierte eher mit der Wissenschaft und ging darum 1908 nach Bukarest, um sich dort weiterbilden zu können. Erst durch seinen dortigen Professor Cantacuzino wurde Ghiață empfohlen, sich lieber der Kunst zu widmen, da seine Gemälde Gefallen fanden.
Durch Artur Verona erhielt er eine umfassende Ausbildung auf dem Gebiet des Zeichnens, 1913 begleitete Ghiață seinen Lehrer für kurze Zeit sogar mit nach Paris. An den Pariser Instituten, die er besuchte, lernte Ghiață den Postimpressionismus kennen, der seine späteren Werke entscheidend beeinflusste. Er zeichnete hauptsächlich Landschaftsbilder und Stillleben in diesen Tagen.
Nach seiner Hochzeit 1927 begann Ghiață erstmals ernsthaft darüber nachzudenken, die Kunst zu seinem eigentlichen Beruf zu machen und richtete sich kurz darauf ein eigenes Atelier in Cotroceni ein. Von nun an lebte er de facto hauptberuflich als Maler und ging diesen Beruf bis zu seinem Tode weiterhin nach.
Kurz vor seinem Tode vermachte Ghiață sein Atelier und das anliegende Haus, das ebenfalls ihm gehörte, samt dem Inhalt dem rumänischen Staate. Auf der Grundlage dessen konnte 1994 das Dumitru und Aurelia Ghiață Mueseum eröffnet werden, das auch Werke seiner Frau zeigte.